# Lijst van spoorwegstations in Montenegro

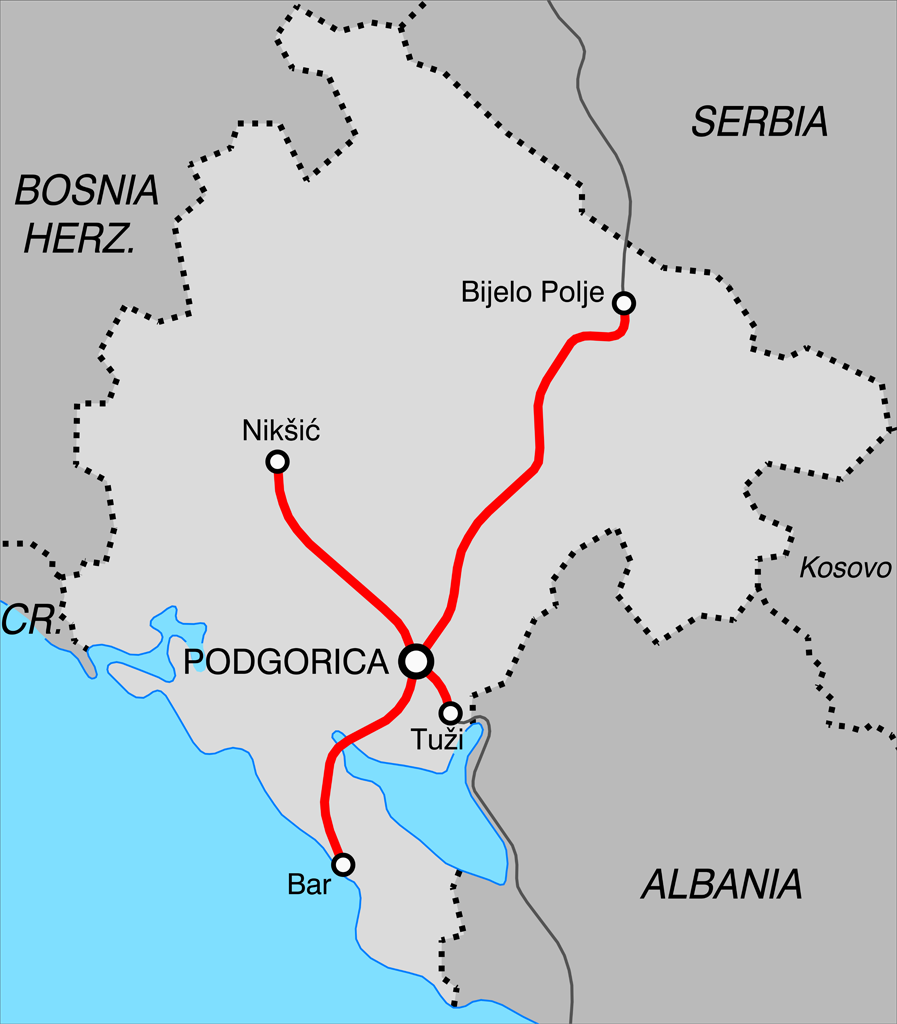
Spoorlijnen in Montenegro

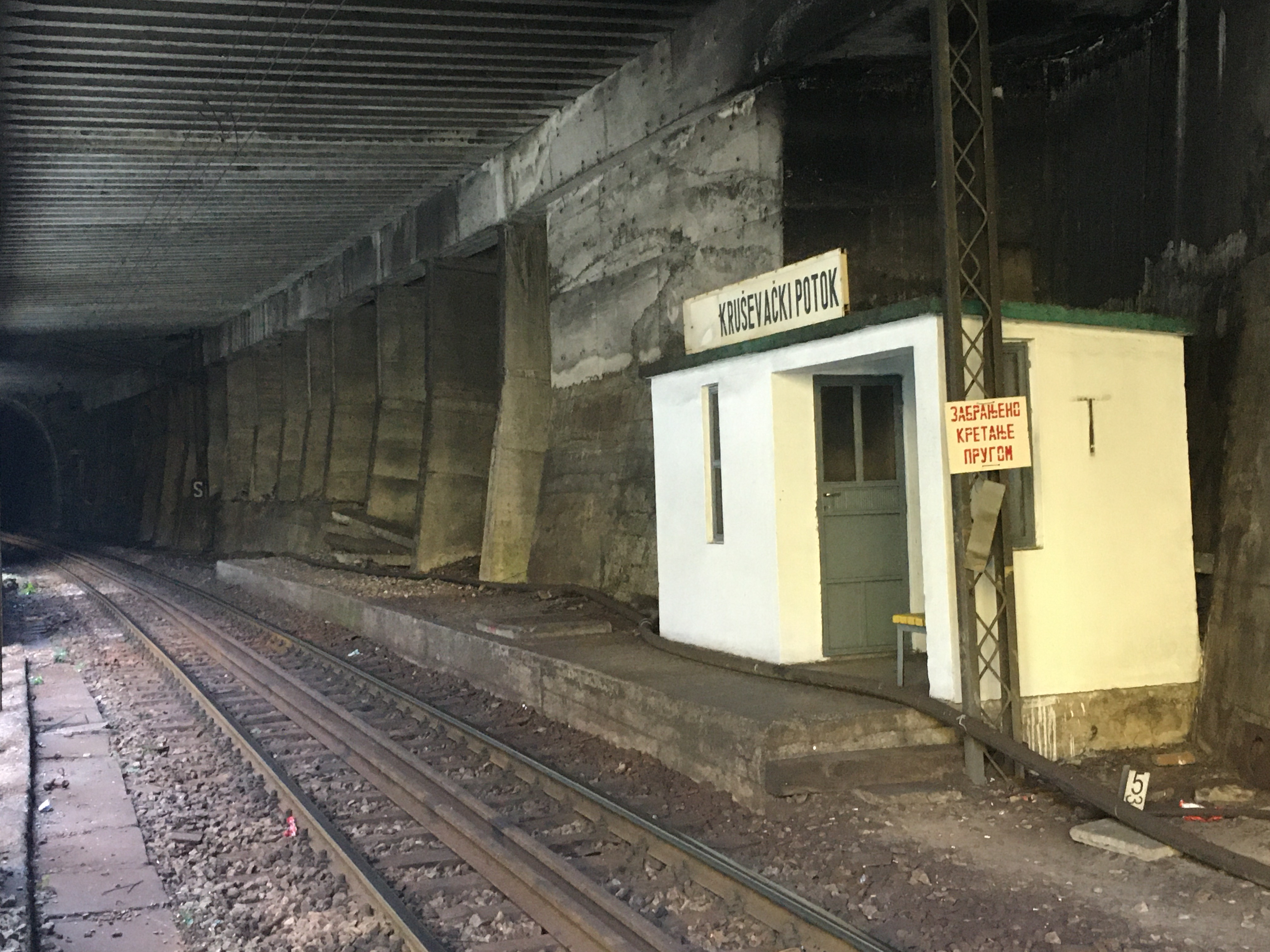
Kruševački Potok Stanica (Željeznički prevoz Crne Gore)

Dit is een lijst van alle spoorwegstations in Montenegro.

## Spoorlijn Belgrado-Bar
Op het Monenegrijnse deel van de Spoorlijn Belgrado-Bar zijn er vijf spoorwegstations and 31 haltes. Dit zijn de stations van noord naar zuid:
- Sutivan

- Bijelo Polje
  - Lješnica
  - Kruševo
  - Ravna Rijeka
  - Slijepač Most
  - Mijatovo Kolo
  - Žari
- Mojkovac
  - Štitarička Rijeka
  - Trebaljevo
  - Oblutak
- Kolašin
  - Padež
  - Mateševo
  - Kos
  - Selište
  - Trebešica
  - Kruševački Potok
  - Lutovo
  - Pelev Brijeg
  - Bratonožići
  - Podkrš
  - Bioče
  - Zlatica
- Podgorica
  - Aerodrom
  - Golubovci
  - Morača
  - Zeta
  - Vranjina
  - Virpazar
  - Crmnica
  - Sutomore
  - Šušanj
- Bar

## Spoorlijn Nikšić-Podgorica
Aan deze lijn bevinden zich vijf volwaardige stations en zeven haltes:
- Nikšić
  - Stubica
  - Dabovići
- Ostrog
  - Šobajići
  - Bare Šumanovića
  - Slap
- Danilovgrad
  - Ljutotuk
- Spuž
  - Pričelje
- Podgorica

## Spoorlijn Podgorica–Shkodër
Op het Montenegrijnse deel van deze spoorlijn bevinden zich een volwaardig station en een halte:
- Podgorica
  - Tuzi